# Brou de noix
Pour les articles homonymes, voir Brou (homonymie).

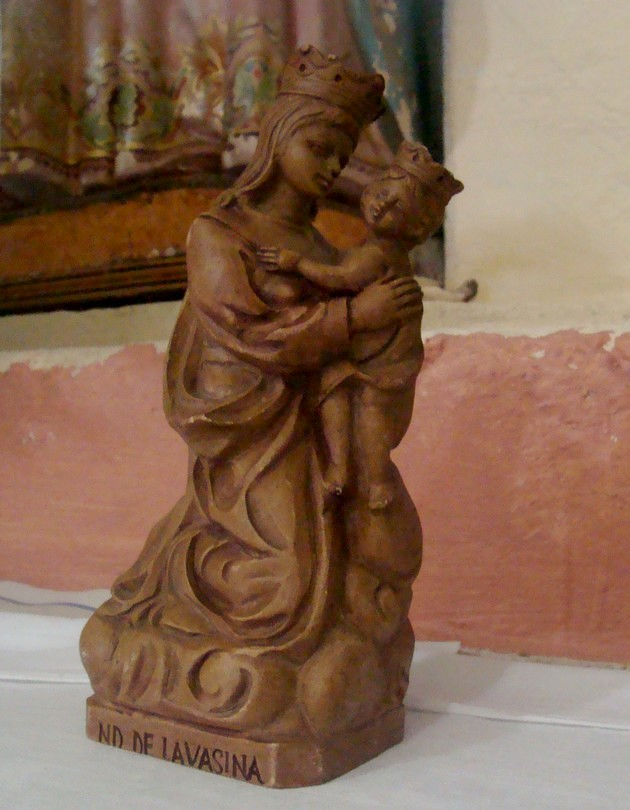
Statuette en plâtre teint au brou de noix.

Le brou de noix est un colorant naturel extrait de la partie charnue formée par l'épicarpe et le mésocarpe du fruit du noyer commun. Il sert pour la teinture du bois, et s'emploie comme encre brune, de teinte plus chaude que le bistre, en lavis et parfois en calligraphie.

## Composition
Le brou contient des tanins, des flavonols telles que la junglanoside ou l'hydroxyjuglone, et diverses substances chimiques, principalement une naphtoquinone, la juglone.
Le rapide brunissement des fruits à la cassure provient de l'oxydation enzymatique de ces tanins. Le brou teint durablement les doigts, car ses composés tannent la peau.

## Histoire

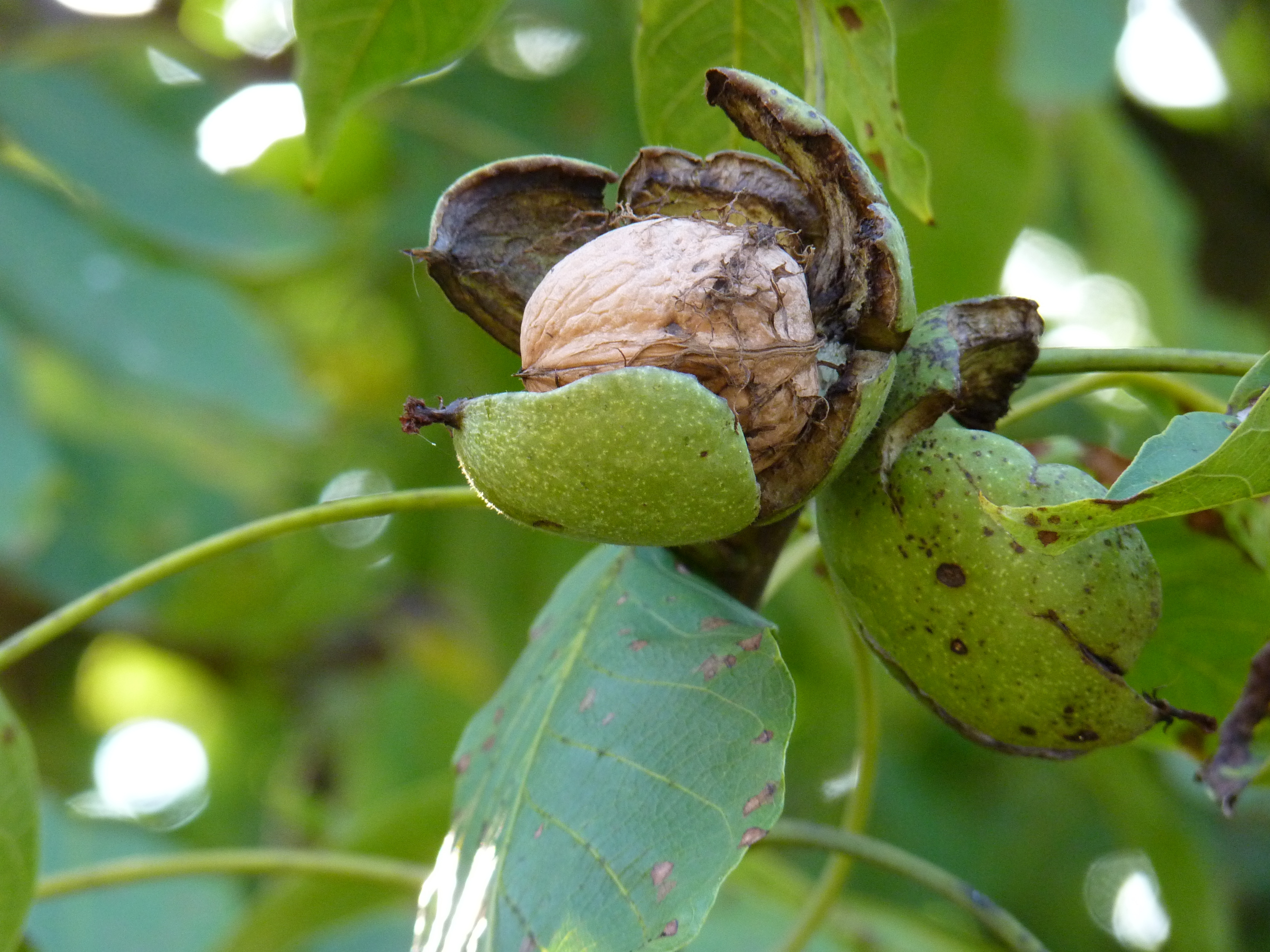
Le brou craquelé et ouvert en automne, contient la noix.

Décrit par Richelet en 1706, mais certainement en usage longtemps auparavant, le brou de noix fut d'abord utilisé pour teindre le bois, ce qui reste son emploi principal (Béguin 1990).
Il peut se mordancer à l'alun, et, ainsi rendu insoluble, servir pour la teinture des laines et des soies, principalement pour rabattre les teintes vives.
Comme c'est le cas de beaucoup d'autres teintures, le parenchyme de la drupe du noyer, plus connu comme brou de noix servait aussi en pharmacie, pour ses qualités astringentes.
Des artistes l'ont utilisé soit brut, en lavis, soit mordancé. Pernetty indique en 1757 que mordancé, il peut servir à fabriquer un pigment laqué brun avec un liant.

## Usage artistique
Des artistes comme Le Lorrain ou Rembrandt ont employé le brou de noix pour réaliser des œuvres en lavis bruns. Pierre Soulages a utilisé le brou de noix en contraste du noir.

### Mise en œuvre
Le brou de noix se présente sous la forme d'une poudre (le brou qui entoure l'écale de la noix) qu'il suffit de diluer dans de l'eau chaude pour obtenir, à partir du jus de brou, une encre brune. On peut lui rajouter un vernis ou de la gomme arabique afin de lui conférer plus de viscosité[réf. souhaitée].
Le brou de noix est une encre peu teintante. Délébile, elle permet de jouer avec la technique des enlevés, qui consiste à ôter la couleur au pinceau mouillé afin de révéler les lumières du motif. Pour cette technique, l'emploi d'un papier peu poreux (papier dessin et non papier aquarelle) est préférable.

## Pharmacie
Recueilli avant la maturité du fruit, le brou de noix est astringent. Il a servi en cosmétique pour teindre les cheveux.
Le brou de noix a des propriétés vermifuges, antiseptiques et antifongiques.

### Liqueur
Les noix vertes permettent aussi d'élaborer une liqueur dite liqueur de brou de noix. Elles sont coupées en morceaux puis broyées afin d'être mises à macérer pendant deux mois dans de l'eau-de-vie.

## Couleurbrou de noix
En 1802, la mode s'empare de l'expression brou de noix pour désigner une couleur de costume masculin. Cet usage peut se retrouver dans le français actuel, la couleur brou de noix pouvant s'obtenir par de toutes autres matières colorantes.
La teinture brou de noix utilisée en menuiserie pour teindre le bois (aussi appelée brou de noix artificiel ou extrait de Cassel) est ainsi fabriquée à partir de terre de Cassel (NB8), de bois d'Inde, de potasse et d'eau et non de véritable brou de noix (NB7) (Béguin 1990).